# Circunscrições eclesiásticas católicas da Bielorrússia
A Igreja Católica na Bielorrússia está organizada em uma província eclesiástica de rito latino composta por uma arquidiocese e três dioceses sufragâneas, uma pequena Igreja Católica Bizantina Bielorrussa com apenas algumas paróquias sem uma hierarquia própria e um Ordinariato para os fiés de Rito Arménio.

## Conferência Episcopal Bielorrussa[3]
|  |  | Arquidiocese de Misnk-Mohilev |
|  |  | Diocese de Grodno             |
|  |  | Diocese de Pinsk              |
|  |  | Diocese de Vitebsk            |

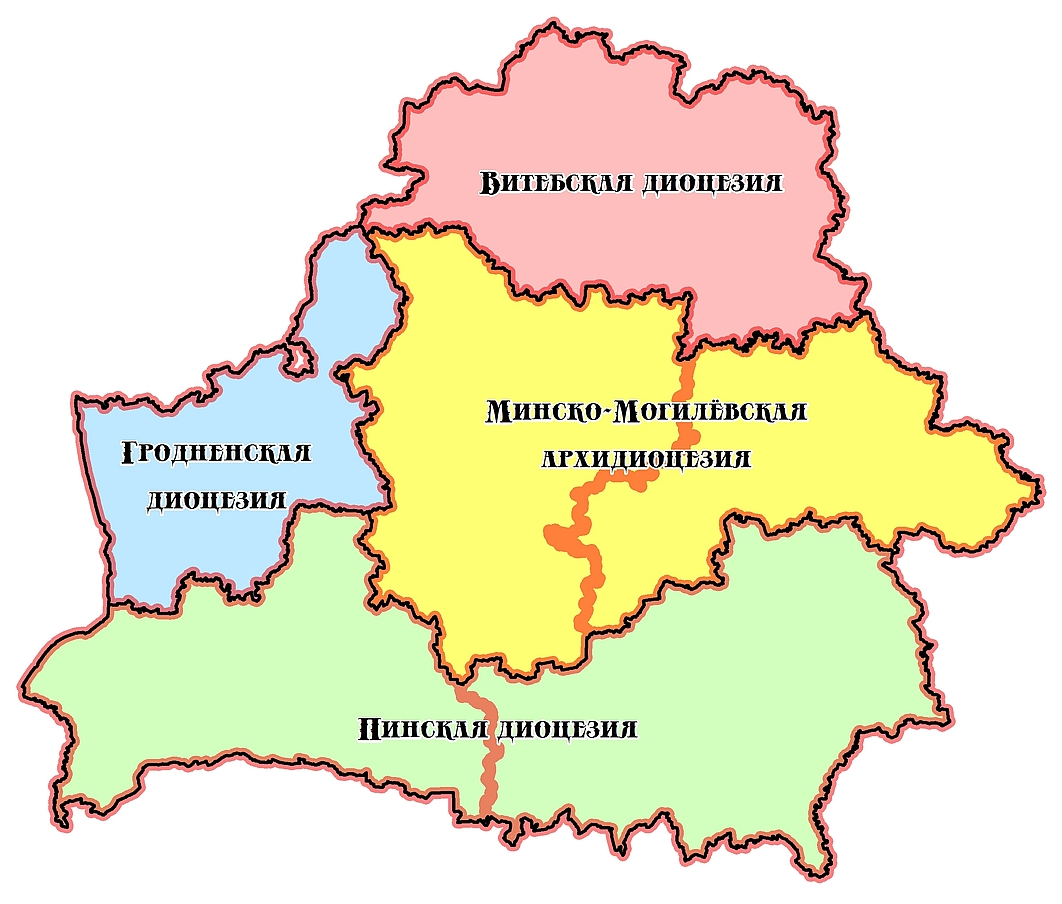
Dioceses da Bielorrússia:

- Arquidiocese Metropolitana de Minsk–Mohilev
  - Diocese de Grodno
  - Diocese de Pinsk
  - Diocese de Vitebsk

## Jurisdição Sui Iuris
- Ordinariato Arménio do Leste da Europa (rito arménio)
- Múltiplas paróquias da Igreja Católica Bizantina Bielorrussa[2]